# Tovomita parviflora
Tovomita parviflora är en tvåhjärtbladig växtart som beskrevs av José Cuatrecasas. Tovomita parviflora ingår i släktet Tovomita och familjen Clusiaceae. Inga underarter finns listade i Catalogue of Life.